# Olivia Pascal
Pour les articles homonymes, voir Pascal.
Olivia Pascal, née Olivia Gerlitzki le 26 mai 1957 à Munich, est une actrice allemande connue pour ses rôles au cinéma et sa participation à plusieurs séries télévisées à succès.

## Biographie
Dans son enfance, Olivia Pascal se consacre à la danse. Elle est élève infirmière quand, en 1976, elle est remarquée par le réalisateur Hubert Frank qui la fait débuter au cinéma dans Vanessa. Elle tourne ensuite une série de comédies érotiques pour la compagnie Lisa Film. On la retrouve aussi en France, dans Arrête ton char... bidasse ! de Michel Gérard  et dans  Treize femmes pour Casanova une coproduction avec, entre autres, Tony Curtis, Marisa Berenson et Jean Lefebvre.

Elle pose pour des magazines et sort un 45 tour disco en 1980.
C'est à la télévision que le grand public la découvre en 1981 comme coanimatrice de l'émission musicale Bananas. Elle joue ensuite une nounou dans la série populaire, La Clinique de la Forêt-Noire. De 1988 à 1997, elle tient le rôle de la commissaire Lizzy Berger dans  Soko brigade des stups (SOKO 5113). De 2005 à 2007, elle interprète Laura Seidel dans Le Destin de Lisa / Le Destin de Bruno et en 2010 elle tourne dans le soap Sturm der Liebe[réf. nécessaire]. On a aussi pu la voir dans des épisodes de Tatort, Inspecteur Derrick et Le Dernier Témoin.
Elle est aussi montée sur les planches du Kempf-Theater de Munich entre 1996 et 2002 avec Der muss es sein et Auf und davon.

## Filmographie

### Cinéma
- 1977 : Vanessa de Hubert Frank : Vanessa
- 1977 : Delicia, ou la croisière des caresses (Griechische Feigen) de  Siggi Götz: Amanda
- 1977 : Intérieur d'un couvent (Interno di un convento) de  Walerian Borowczyk:
- 1977 : Treize femmes pour Casanova (Casanova & Co.) de Franz Antel : Angela
- 1977 : C'est à vous tout ça? (Sylvia im Reich der Wollust) de Franz Josef Gottlieb : Maria
- 1977 : Arrête ton char... bidasse ! de Michel Gérard : Maria
- 1978 : Dans la chaleur des nuits d'été (Summer Night Fever) de Sigi Rothemund : Victoria
- 1978 : Le Triangle de Vénus (Die Insel der tausend Freuden) de Hubert Frank : Peggy
- 1978 : Trop chaud pour les jeans (Popcorn und Himbeereis) de Franz Josef Gottlieb : Vivi Berger
- 1979 : Cola, Candy, Chocolate de Sigi Rothemund : Gaby
- 1979 : La Fac en délire (Traumbus/Austern mit Senf) de Franz Antel : Marguerite
- 1981 : La Lune de sang (Die Säge des Todes) de Jess Franco : Angela
- 1981 : Burning Rubber (de) de Norman Cohen (en) : Maxe
- 1981 : C.O.D. de Chuck Vincent et Sigi Krämer: Holly Fox
- 1983 : Das Nürnberger Bett de Alexander Titus Benda :
- 1983 : Sunshine Reggae auf Ibiza (de) de Franz Marischka : Christa
- 1984 : Uindil de Masato Harada : Denise
- 1985 : Coconuts de Franz Novotny : Vera
- 1992 : Samba Syndrom de Achim Lenz[4]
- 2005 : Oktoberfest de Johannes Brunner :
- 2008 : Tage wie Jahre de Konstantin Ferstl (court métrage) : Dr. Höfling

### Télévision
- 1980 : Tatort (série télévisée) : Margit Lamp
- 1983 : Monaco Franze - Der ewige Stenz (série télévisée) : Jacqueline
- 1984 : Inspecteur Derrick (série télévisée) : Hanna Schieda
- 1986 : Irgendwie und Sowieso (de) (série télévisée) : Christl Burger
- 1986-1989 : La Clinique de la Forêt-Noire (Die Schwarzwaldklinik) (série télévisée) : Carola
- 1988-2008 : Soko brigade des stups (SOKO 5113) (série télévisée) : Lizzy Berger
- 1993 et 2005 : Das Traumschiff (série télévisée) : Annemarie
- 1995 : Freunde fürs Leben (série télévisée) : Dr. Beate Chevalier
- 1996 : Lichterspiele, épisode de la série  Rosamunde Pilcher : Jane Marshall
- 1997 : Solo für Sudmann (série télévisée) : Lizzy Berger
- 1998 : Der Bulle von Tölz (série télévisée) : Vroni Röckl
- 1999 : Squadra mobile scomparsi (série télévisée) : Sofia Minaretti
- 2000 : Die Wache (série télévisée) : Eva Landeck
- 2000 : Docteur Stefan Frank (série télévisée) : Sarah Kniefeld
- 2000 : Café Meineid (série télévisée) : Syliva Schröttel
- 2001 : Küstenwache (série télévisée) : Staatsawältin
- 2001 : Für alle Fälle Stefanie (série télévisée) : Juliane
- 2001 : Entre l'amour et le devoir (Jenseits des Regenbogens) (téléfilm) : baronne Victoria
- 2001 : Die heimlichen Blicke des Mörders (Téléfilm) : Webcam-Masterin
- 2002 : Le Dernier Témoin (Der letzte Zeuge) (série télévisée) : Friederike Neff
- 2004 : SOKO Kotzbühel (série télévisée) : Larissa Beck
- 2004 : À la recherche du passé (Barbara Wood - Lockruf der Vergangenheit) (téléfilm) : Rachel Crawford
- 2005 : Die Schwarzwaldklinik - Die nächste Generation (téléfilm) : Carola
- 2005-2006 : Le Destin de Lisa (Verliebt in Berlin) (série télévisée) : Laura Seidel
- 2005-2008 : Charly la malice (Unser Charly) (série télévisée) : Karin Ulrich
- 2005 : Königin der Nacht, épisode de la série Rosamunde Pilcher : Valérie
- 2006 : Berlin section criminelle (Der Kriminalist) (série télévisée) : Sonia Hansen
- 2006 : Helen, Fred et Ted (Helen, Fred und Ted) (téléfilm) : F. Baümer
- 2006-2007 : Le Destin de Bruno (Verliebt in Berlin) (série télévisée) : Laura Seidel
- 2008 : Kommissar Süden und der Luftgitarrist (Téléfilm) : Lilo
- 2009 : Utta Danella (série télévisée) : Gitti Eichenbach
- 2009 : Pfarrer Braun (série télévisée) : Hella Wendel-Konz
- 2010 : Le Tourbillon de l'amour (série télévisée) :
- 2010 : Flügel der Liebe, épisode de la série Rosamunde Pilcher :  Gillian Simpson
- 2010 : Tödlicher Rausch, téléfilm de Johannes Fabrick : Susanne Wieser

## Discographie
- 1980 : I´m a Tiger / Glad all over (Polydor 2042 213 45 tours SP)

## Photographie
- Playboy (États-unis), mars 1977
- Ciné Revue (Belgique), mai 1977 (couverture)
- Interviu (Espagne), juin 1977 nº 57
- Playboy (États-unis), novembre 1977 Sex In Cinema 1977 par Arthur Knight
- Neue Revue (Allemagne), juillet 1978 (couverture)
- Neue Revue (Allemagne), juillet 1979 (couverture)
- Interviu (Espagne), 1979 nº 154 (couverture)
- Rocky  (Allemagne), février 1980 (couverture)
- Filmstars ohne Hüllen (Allemagne), 1985
- Neue Revue (Allemagne), décembre 1986 (couverture)
- Frau Aktuell (Allemagne), décembre 1988 (couverture)

## Sources
- (de) Cet article est partiellement ou en totalité issu de l’article de Wikipédia en allemand intitulé « Olivia Pascal » (voir la liste des auteurs).

1. ↑  « Olivia Pascal » (présentation), sur l'Internet Movie Database
2. ↑  Lisa Film GmbH est une société de production cinématographique austro-allemande fondée en 1964 par Paul Lowinger et codirigée par Karl Spiehs depuis 1967. La société, spécialisée dans le porno-soft et la comédie, tire son nom de l'épouse de son fondateur, Elisabeth.
3. ↑  discogs.com/
4. ↑  « Samba Syndrom (1992) », sur IMDb